# Lakeside (Misuri)
Lakeside es una ciudad ubicada en el condado de Miller en el estado estadounidense de Misuri. En el Censo de 2010 tenía una población de 0 habitantes y una densidad poblacional de 0 personas por km².

## Geografía
Lakeside se encuentra ubicada en las coordenadas 38°12′5″N 92°37′30″O / 38.20139, -92.62500. Según la Oficina del Censo de los Estados Unidos, Lakeside tiene una superficie total de 1.74 km², de la cual 0.97 km² corresponden a tierra firme y (44.33%) 0.77 km² es agua.

## Demografía
Según el censo de 2010, había 1 personas residiendo en Lakeside. La densidad de población era de 0,58 hab./km². De los 1 habitantes, Lakeside estaba compuesto por el 0% blancos, el 0% eran afroamericanos, el 0% eran amerindios, el 0% eran asiáticos, el 0% eran isleños del Pacífico, el 0% eran de otras razas y el 0% pertenecían a dos o más razas. Del total de la población el 0% eran hispanos o latinos de cualquier raza.